# Alpua
Alpua är en ort och före detta tätort i Brahestads stad (kommun) i landskapet Norra Österbotten i Finland.
Före Vihanti inkorporerades i Brahestads stad 2013, låg orten i Vihanti kommun.

## Befolkningsutveckling
| Befolkningsutvecklingen i Alpua 1960–2005 | Befolkningsutvecklingen i Alpua 1960–2005 | Befolkningsutvecklingen i Alpua 1960–2005 | Befolkningsutvecklingen i Alpua 1960–2005 | Befolkningsutvecklingen i Alpua 1960–2005 |
| ----------------------------------------- | ----------------------------------------- | ----------------------------------------- | ----------------------------------------- | ----------------------------------------- |
|                                           |                                           |                                           |                                           |                                           |
| År                                        |                                           |                                           | Folkmängd                                 | Landareal (km²)                           |
| 1960                                      | 1960                                      |                                           | 425                                       | 4,50                                      |
| 1970                                      | 1970                                      |                                           | 422                                       | 4,50                                      |
| 1980                                      | 1980                                      |                                           | 300                                       | 4,3                                       |
| 1985                                      | 1985                                      |                                           | 292                                       |                                           |
| 1990                                      | 1990                                      |                                           | 266                                       | 2,6                                       |
| 1995                                      | 1995                                      |                                           | 251                                       | 2,6                                       |
| 2000                                      | 2000                                      |                                           | 255                                       | 2,1                                       |
| 2005                                      | 2005                                      |                                           | 246                                       | 2,2                                       |
| Anm.: Ej tätort 2010.                     |                                           |                                           |                                           |                                           |